# Sociedad Filomática de Barcelona
La Sociedad Filomática de Barcelona fou una societat literària, artística i científica de Barcelona de mitjans del segle xix.

## Antecedents
Filomàtic/a significa "devot/a de les ciències" i, segons Joan Coromines, prové del grec φιλομαθἰα "desig d'aprendre".
El 10 de desembre de 1788 es fundà a París la Société Philomathique de Paris, per part d'un grup de sis joves interessats en diverses branques de la ciència. Al llarg de la seva història formaren part de la societat il·lustres científics, com Lavoisier, Lamarck, Laplace, Cuvier, Gay-Lussac, Ampère, Cauchy, Fresnel, Boussingault, Claude Bernard, Berthelot, Dutrochet (corresponsal), Pasteur, H. Becquerel, i més recentment, Broglie, Joliot i Monod.
El 1833 es fundà la Société Philomathique de Perpignan.
William Casey, que fou professor d'anglès de la Junta de Comerç, el 1828, abans de la fundació de la Sociedad Filomática de Barcelona, signava ja alguna publicació seva amb l'epítet Philomath.

## Fundació
Fou fundada a finals de 1839 sota l'impuls, fonamentalment, de Pau Piferrer, Pau Milà i Fontanals, Claudi Lorenzale, Elies Rogent i altres, comptant també amb esporàdiques col·laboracions de Francesc Pi i Margall. Les seves sessions, des d'un inici, se celebraren a casa del també fundador, l'arquitecte Antoni Rovira i Trias, al carrer dels Banys número 3.
La seva finalitat fundacional, sota el lema Mihi caeterisque laboro, era "el progrés mutu dels seus individus en els coneixements humans".
La societat fou aprovada per les autoritats provincials i municipals el 1840, i es dividia en quatre seccions: ciències ideològiques, morals i polítiques; matemàtiques; literatura; i belles arts. L'Ajuntament de la ciutat li concedí, el 23 de setembre de 1840, un local interí en l'aleshores antiga església de Sant Miquel Arcàngel, que no pogué arribar a usar. Sol·licità l'empara del rectorat de la Universitat Literària, que l'aixoplugà a les seves dependències, aleshores ubicades a l'ex-convent del Carme.

## Altres membres
Altres membres de la Filomática foren Víctor Balaguer, que hi ingressà a finals de 1843; Joaquim Rubió i Ors, que hi llegí una crítica literària sobre Le Juif errant, d'Eugène Sue; el poeta Josep Lluís Pons Gallarza; el matemàtic, farmacèutic i astrònom Llorenç Presas i Puig; el metge Miquel Pons i Guimerà; el metge homeòpata Gaietà Cruxent; i l'advocat i frenòleg Narcís Gay i Beyà.
La Sociedad nomenà també socis corresponsals, com l'escriptora extremenya Carolina Coronado, i la poetessa valenciana Amalia Fenollosa.

## Fusió amb l'Ateneu Català
El 1860 es fusionà amb l'Ateneo Catalán.

### Publicacions o documents relatius a la Sociedad Filomática
- Estatuts 1841 : Sociedad Filomática de Barcelona. Estatutos.  Barcelona: Impr. J. María de Grau, 1841, p. 8.
- Estatuts 1858 : Sociedad Filomática de Barcelona. Estatutos y reglamento interior de la Sociedad Filomàtica de Barcelona.  Barcelona: Impr. Nueva de Jaime Jepus y Ramon Villegas, 1858, p. 23.
- Balaguer 1843 : Balaguer, Víctor «Discurso de entrada leído por D. Victor Balaguer en la Sociedad Filomática de Barcelona en diciembre de 1843. Los antiguos dramaturgos españoles y el siglo XVIII» (en castellà). El Genio, Tomo I, núm. 4, 03-11-1844, pàg. 38-43 [Consulta: 14 novembre 2015].
- Rubió i Ors 1845 : Rubió i Ors, Joaquim. Memória crítica literaria sobre el Judio errante (de Eugenio Sue) : leída en la sesión de la Sociedad Filomática el 30 de noviembre de 1845 (en castellà).  Barcelona: Imprenta de José Rubió, 1845.
- Alberich 1846 : Alberich y Casas, José. Bosquejo sobre el criadero de la mina restaurada sito en la montaña de Escornalbou (memòria llegida per l'autor a la sessió pública de la Sociedad Filomática de Barcelona el 13 d'octubre de 1844) (en castellà).  Barcelona: Imprenta de Agustín Gaspar y Roca, 1846.[Enllaç no actiu]
- Gay 1857 : Gay, Narciso. La mujer. Su pasado, su presente y su porvenir. Memoria leída en la sesión pública de la Sociedad Filomàtica de Barcelona el día 6 de enero de 1857 (en castellà).  Barcelona: Administración del Plus Ultra, 1857 [Consulta: 16 novembre 2015].

### Obres de referència
- Saurí 1842 : Saurí, Manuel; Matas, José. «Sociedad Filomática». A: Guía de forasteros de Barcelona y noticia de las fábricas de las cuatro provincias de Cataluña (en castellà).  Barcelona: Imprenta y librería de Manuel Saurí, 1842, pàgs. 109-111.
- Saurí 1849 : Saurí, Manuel; Matas, José. Manual histórico-topográfico, estadístico y administrativo, o sea, Guía general de Barcelona, dedicado a la Junta de Fábricas de Cataluña, recopilado y arreglado por Manuel Saurí y José Matas.  Barcelona: Imprenta y Librería de D. Manuel Saurí, 1988.
- Corminas 1849 : Corminas, Juan. «Sociedad Filomática de Barcelona». A: Suplemento a las Memorias para ayudar a formar un diccionario crítico de escritores catalanes.  Burgos: Imprenta de Arnaiz, 1849, pàg. 344 [Consulta: 16 novembre 2015].
- Casassas 1988 : Casassas, Jordi (Coordinador). Elies Rogent i la Universitat de Barcelona.  Barcelona: Generalitat de Catalunya. Departament de Política Territorial i Obres Públiques, 1849.
- Tiñena 1992 : Tiñena Amorós, Jordi. La novel·la històrica catalana (1862 - 1882) (PDF).  Tarragona: Universitat de Barcelona. Facultat de Lletres. Departament de Filologia [TINET], 1992, p. Pàgina 15, nota 24 [Consulta: 14 novembre 2015]. Arxivat 2015-11-17 a Wayback Machine.
- Casassas 1999 : Casassas, Jordi (Coordinador). Els Intel·lectuals i el poder a Catalunya : materials per a un assaig d'història cultural del món català contemporani : 1800-1975.  Barcelona: Pòrtic, 1999.
- Tuilier : Tuilier, André «Les debuts de la Société Philomathique de Paris» (html) (en francès). Société Philomathique de Paris (web). Arxivat de l'original el 17 de novembre 2015 [Consulta: 14 novembre 2015].
- Thomas : Thomas, J.-André «La Société Philomathique de Paris» (html) (en francès). Société Philomathique de Paris (web). Arxivat de l'original el 17 de novembre 2015 [Consulta: 14 novembre 2015].